# Eisner Von Eisenhof
Il casato di Eisner Von Eisenhof è una famiglia nobile austriaca, originaria della Boemia.

## Storia
I fratelli Eisner, Giulio e Giacomo, sono nati a Spálené Poříčí, nella Boemia occidentale, ed entrambi sono diventati famosi come imprenditori.
Proprietari di una ben avviata Ditta di Borsa, nonché di case e terreni (vari già di famiglia, altri acquistati in seguito) sia in Boemia che a Trieste e nei dintorni (nel territorio di Gradisca d'Isonzo), sono stati due imprenditori di successo, ed hanno guadagnato considerevoli ricchezze e riconoscimenti sociali grazie alle loro capacità.
I due fratelli si distinsero nell'alta borghesia triestina sia nel settore bancario (R.A.S., Assicurazioni Generali, Banca Commerciale Triestina e Cassa di Risparmio Triestina ed altre), sia in quello societario ed industriale (I.R., Privilegiata Filanda di Aidussina, Filatoio Meccanico di Ronchi, Società Tramway, e varie altre), nonché nella Comunità Ebraica, anche in virtù di oculati matrimoni con le più importanti dinastie dell'epoca (Coen Ara ed Errera).
Dichiaratamente fedeli alla Casa d'Austria, e saldamente legati da una incrollabile coesione familiare e morale, si mossero senza problemi negli ambienti più elevati di Trieste, stringendo amicizie e accordi con le più alte personalità del tempo.
Il maggiore, Julius, (1823-1880), nella parte di monarchia di lingua italiana usando il nome Giulio, aprì il suo negozio all'ingrosso all'età di 29 anni. 
Trieste, il principale porto commerciale della monarchia del Danubio, divenne la sua sede di attività.
Nel 1859 divenne membro della Camera di Commercio locale, e poco dopo fu nominato membro della direzione della Banca Commerciale Monte Civico di Trieste. Ha lavorato a stretto contatto con altri importanti commercianti di Trieste, in particolare con le famiglie Morpurgo e Hirschl. Ha anche fatto affari nel settore tessile ed è stato presidente di una importante filanda ad Ajdovchaft (Slovenia).
Tuttavia, il governo di Vienna non lo ha apprezzato tanto per i suoi risultati economici, quanto piuttosto le sue attività umanitarie e patriottiche.
Dopo la guerra austro-prussiana del 1866, Julius Eisner entrò a far parte della commissione che, per ordine della Conferenza Ministeriale austriaca, supervisionò il ritiro di truppe, uffici e altre istituzioni ceche dall'evacuata Venezia. Allo stesso tempo, diede prova di straordinarie capacità organizzative e di negoziazione, rendendo un prezioso servizio alla monarchia. Fu soprattutto l'essere riuscito a riscattare l'erario austriaco di Venezia, sottraendolo alle mire del Regno d'Italia, il merito in assoluto più importante.
Il Ministero delle Finanze propose quindi all'Imperatore di ricompensarlo con la Croce di Cavaliere dell'Ordine imperiale di Francesco Giuseppe, che il monarca gli assegnò effettivamente nel 1869. 
Più tardi, Giulio diede un contributo significativo allo sviluppo del commercio austriaco con l'Impero ottomano, per il quale il Sultano turco lo nominò Commendatore dell'Ordine al Merito.
Anche suo fratello minore, Jacob (o Giacomo) Eisner (1835-1901), venne a Trieste per visitare Julius e divenne socio della sua attività. Insieme a lui, prese anche parte alle attività umanitarie e il suo contributo allo sviluppo del commercio austro-turco fu premiato con una classe cavalleresca dell'Ordine della Gloria ottomano.
Entrambi i fratelli ricevettero il più alto riconoscimento (sotto forma di nobiltà) dall'imperatore Francesco Giuseppe che, avendo apprezzato i loro meriti, con la più alta decisione del 13 agosto 1874, li elevò allo stato aristocratico di Principi di Gorizia e Gradisca e Margravi d'Istria, senza obbligo di tassa. Con una lettera del 29 agosto, i fratelli hanno successivamente chiesto al Ministero degli Interni di redigere due documenti (per ciascuno separatamente) perché gli fosse concesso anche il predicato di "nobili di Eisnersburg". 
Anche se questo predicato nobiliare non era ancora stato utilizzato, e non c'era nulla che potesse impedirgli di essere assegnato, i fratelli alla fine decisero per un altro.
Telegrafarono quindi per rettificare la richiesta, richiedendo il predicato Eisenhof, anch'esso approvato. Con un documento datato 20 ottobre 1874, i fratelli Julius e Jakob Eisner ricevettero, in aggiunta allo stato aristocratico, il predicato nobiliare "Edler Von Eisenhof", divenendo quindi Eisner Edler Von Eisenhof, e gli fu concesso uno stemma nobiliare.
Giacomo sposò Emma Errera († 1924), con la quale probabilmente ebbe un figlio unico, Giulio (†1910). 
Sfortunatamente, non ci sono informazioni sui suoi figli dal suo matrimonio con Cornelia Michoglu. 
Mentre le notizie sul destino della linea più giovane sono relativamente scarse, nel caso del ramo più vecchio, il materiale sopravvissuto è più ricco. Dal matrimonio di Giulio, che concluse nel 1850 con Nina Ara (1830-1877), nacquero una figlia, Vittoria (* 1854), che nel 1899 sposò il prof. Francesco Jerace,scultore di grande notorietà, e un figlio, Angelo (1857-1938).
Con Angelo lo scenario si spostò da Trieste a Vienna, dove era tra le celebrità all'inizio del XX secolo, e saldamente inserito all'interno dell'alta società che gravitava attorno alla Corte imperiale.
Angelo, amico del compositore d'opera Giacomo Puccini e del regista ed attore Charles Krauss, si distinse soprattutto in ambito culturale e musicale (fu lui a far rappresentare la Boheme a Vienna, per la prima volta in assoluto).
Noto anche come sostenitore delle organizzazioni cattoliche, non più ebreo ma convertito al cristianesimo, era insignito della Croce Mariana dei Cavalieri Teutonici, del cui Ordine era Commendatore, e ricoprì la carica di presidente dell'Associazione Generale di Vienna per la costruzione di chiese (Allgemeine Wiener Kirchenbauverein).
Ricoprì anche la carica di delegato austriaco presso il Collegio Araldico di Roma, un'organizzazione di esperti araldici e genealogici, e alla fine dell'esistenza dell'Austria-Ungheria, il 7 novembre 1918, l'imperatore Carlo I lo promosse allo stato di "Freiherr"(libero signore), titolo corrispondente al Barone (la differenza tra Barone e Freiherr è nel fatto che la proprietà terriera eventuale era allodiale e non feudale). Fu con questo titolo che si fece maggiormente conoscere, piuttosto che con quelli principeschi ereditati dal padre, per sua scelta personale.
L'anno seguente, Papa Benedetto XV ha elogiato i suoi meriti per la Chiesa cattolica concedendogli un baronato pontificio.
Angelo visse fin oltre alla dissoluzione dell'Impero: è emblematica a questo riguardo la sua presenza al letto di morte di Francesco Ferdinando.
Morì il 2 Aprile 1938, con l'ulteriore dispiacere di aver visto la sua amata Austria essere inglobata dal Terzo Reich, una ventina di giorni prima, con la famigerata Anschluss.